# Gramančia
Gramančia je řeka v Litvě, v Žemaitsku. Teče v okrese Tauragė. Je to levý přítok řeky Akmena. Teče jihozápadním směrem. Podle této říčky dostalo jméno město Pagramantis. Předpona pa- v litevštině znamená u, při, (na/podél břehu), (obdoba jako v češtině Polabec – při Labi), v litevštině je tento způsob pojmenovávání daleko častější.